# Georg Frotscher
Richard Georg Frotscher (Chemnitz, 30. travnja 1868. -  Berlin, 27. veljače 1943.) je bio njemački general i vojni zapovjednik. Tijekom Prvog svjetskog rata bio je načelnikom stožera XIX. korpusa, 8. armije i Grupe armija Eichhorn, te je zapovijedao 104. i 245. pješačkom brigadom i 53. pričuvnom divizijom na Zapadnom i Istočnom bojištu.

## Vojna karijera
Georg Frotscher je rođen 30. travnja 1868. u Chemnitzu. Sin je Johannesa Frotschera, inače satnika u saskoj vojsci koji je poginuo u Prusko-francuskom ratu u Bitci kod St. Privata, i Louise Mathilde Frotscher rođ. Madelung. Srednju školu pohađa u Dresdenu, nakon čega u travnju 1887. stupa u sasku vojsku služeći u 8. kraljevskoj saskoj pješačkoj pukovniji "Prinz Johann Georg". Od listopada 1887. pohađa Ratnu školu u Glogau, te se nakon završetka iste vraća na službu u 8. kraljevsku sasku pješačku pukovniju. Od 1893. nalazi se na službi u Kraljevskoj pruskoj željezničkoj brigadi u Berlinu, te od listopada te iste godine na službi u 2. željezničkoj brigadi u Hanauu. U siječnju 1895. promaknut je u čin poručnika, da bi u rujnu te iste godine bio premješten na službu u 5. kraljevsku sasku pješačku pukovniju "Kronprinz". Od listopada pohađa i Prusku vojnu akademiju, te se nakon završetka iste vraća na službu u 5. kraljevsku sasku pješačku pukovniju. Od travnja 1899. nalazi se na službi u odjelu željeznica u Glavnom stožeru u Berlinu, nakon čega je u travnju 1900. bio premješten na službu u Glavni stožer saske vojske. U istome služi šest mjeseci, do listopada 1900., od kada se nalazi na službi u stožeru XII. korpusa u Dresdenu kojim je zapovijedao Max von Hausen. 
U travnju 1903. unaprijeđen je u čin satnika, te imenovan zapovjednikom satnije u 8. kraljevskoj saskoj pješačkoj pukovniji "Prinz Johann Georg" u Leipzigu. U navedenoj pukovniji služi iduće dvije godine, do travnja 1905., kada je premješten u Dresden u stožer 23. pješačke divizije. Tijekom te službe, u rujnu 1907., promaknut je u čin bojnika. Potom se od travnja 1908. nalazi na službi u Glavnom stožeru u Berlinu gdje je raspoređen u odjelu za obuku, nakon čega je u ljeto 1910. premješten na službu u stožer XIX. korpusa u Leipzig. U stožeru XIX. korpusa služi dvije godine, do listopada 1912., kada postaje zapovjednikom bojne u 5. kraljevskoj saskoj pješačkoj pukovniji "Kronprinz". U ožujku 1914. ponovno je premješten u stožer XIX. korpusa u Leipzig gdje obnaša dužnost načelnika stožera. Na navedenoj dužnosti nalazi se i na početku Prvog svjetskog rata.

## Prvi svjetski rat
Na početku Prvog svjetskog rata XIX. korpus u kojem je Frotscher obnašao dužnost načelnika stožera nalazio se na Zapadnom bojištu u sastavu 3. armije kojom je zapovijedao Max von Hausen. Devetnaestim korpusom zapovijedao je pak Maximilian von Laffert, te je u sastavu istog Frotscher na početku rata sudjelovao u Bitci kod Dinanta. Nakon toga XIX korpus sudjeluje u Prvoj bitci na Marni i Prvoj bitci na Aisnei. U listopadu 1914. korpus je premješten u Flandriju u sastav 6. armije gdje sudjeluje u Prvoj bitci kod Ypresa. U lipnju 1915. Frotscher je promaknut u čin pukovnika, nakon čega u rujnu sudjeluje u zaustavljanju britanske ofenzive u Bitci kod Loosa. U srpnju 1916. XIX. korpus ulazi u sastav ponovno osnovane 1. armije u okviru koje sudjeluje u Bitci na Sommi.
U siječnju 1917. Frotscher je imenovan zapovjednikom 100. pričuvne pješačke pukovnije kojom zapovijeda dva mjeseca, do ožujka 1917., kada postaje načelnikom stožera u Guvernata Antwerpen. Navedenu dužnost obnaša do rujna 1917. kada je premješten na Istočno bojište gdje postaje načelnikom stožera 8. armije kojom je zapovijedao Oskar von Hutier. Kao načelnik 8. armije sudjeluje u njemačkoj pobjedi u Bitci kod Rige, te Operaciji Albion koja je rezultirala zauzimanjem baltičkih otoka Ösel, Moon i Dagö. Za navedene uspjehe je u svibnju 1918. odlikovan i ordenom Pour le Mérite. U veljači 1918. imenovan je načelnikom stožera Grupe armija Eichhorn koja je u ožujku preimenovana u Grupu armija Riga. Nakon što je grupa armija u travnju raspuštena, u lipnju 1918. imenovan je zapovjednikom 105. pješačke brigade koja se nalazila na Zapadnom bojištu. Navedenom brigadom zapovijeda međutim manje od mjesec dana jer je istog mjeseca imenovan zapovjednikom 53. pričuvne divizije zamijenivši na tom mjestu Maxa Leutholda. Sredinom kolovoza 53. pričuvna divizija je bila izložena jakim savezničkim napadima u kojima je pretrpjela velike gubitke. Povučena je u pozadinu, te nakon toga i raspuštena. Frotscher nakon toga u rujnu 1918. preuzima zapovjedništvo nad 245. pješačkom brigadom kojom zapovijeda sve do kraja rata.

## Poslije rata
Nakon završetka rata Frotscher od svibnja 1919. zapovijeda 2. saskom brigadom graničara. Radilo se o dobrovoljačkoj mobilnoj postrojbi Freikorpsa s kojom Frotscher guši radničke ustanke u Dresdenu i Chemnitzu. Nakon toga u listopadu 1919. s činom general bojnika primljen je u Reichswehr gdje je imenovan inspektorom za strojnice i minsko djelovanje. Sredinom lipnja 1921. imenovan je inspektorom u inspekciji za obuku koju dužnost obnaša do 30. rujna 1922. kada je umirovljen zbog zdravstvenih problema. Istodobno s umirovljenjem dodijeljen mu je u počasni čin general poručnika. Na 25-godišnjicu njemačke pobjede u Bitci kod Tannenberga dodijeljen mu je počasni čin generala pješaštva.
Georg Frotscher je preminuo 27. veljače 1943. u 76. godini života u Berlinu. Pokopan je u Leipzigu, ali mu je grob uništen tijekom savezničkog bombardiranja.

## Vanjske poveznice
(eng.) Georg Frotscher na stranici Prussianmachine.com

(njem.) Georg Frotscher na stranici Lexikon-der-Wehrmacht.de  Arhivirana inačica izvorne stranice od 19. listopada 2018. (Wayback Machine)

(njem.) Georg Frotscher na stranici Bundesarchiv.de

(češ.) Georg Frotscher na stranici Valka.cz